# Кончос (Чиуауа)
Ко́нчос (исп. Conchos), официальное наименование Эстасьон-Кончос (исп. Estación Conchos) — деревня в Мексике, штат Чиуауа, входит в состав муниципалитета Саусильо. Численность населения, по данным переписи 2010 года, составила 1670 человек.

## Общие сведения
Название Conchos дано по одноимённому названию ацтекского племени, проживавшего на этих землях вдоль реки Кончос.
Поселение было основано как железнодорожная станция в 1932 году, после того как отсюда стали отправляться материалы с рудников Найка.